# Jigsaw (1949)
Jigsaw is een Amerikaanse film noir uit 1949 onder regie van Fletcher Markle met in de hoofdrol Franchot Tone.

## Verhaal
Wanneer Howard Malloy onderzoek doet naar een moord binnen een mysterieuze vereniging genaamd The Crusaders komt hij achter dingen die hij liever niet wist.

## Rolverdeling
| Acteur                      | Personage                    |
| --------------------------- | ---------------------------- |
| Franchot Tone               | Howard Malloy                |
| Jean Wallace                | Barbara Whitfield            |
| Myron McCormick             | Charles Riggs                |
| Marc Lawrence               | Angelo Agostini              |
| Winifred Lenihan            | Mrs. Hartley                 |
| Doe Avedon                  | Caroline Riggs               |
| Hedley Rainnie              | Sigmund Kosterich            |
| Walter Vaughan              | Officier van justitie Walker |
| George Breen                | Knuckles                     |
| Robert Gist                 | Tommy Quigley                |
| Hester Sondergaard          | Mrs. Borg                    |
| Luella Gear                 | Dierenzaakuitbater           |
| Henry Fonda                 | ober nachtclub               |
| Alexander Campbell (acteur) | Pemberton                    |
| Robert Noe                  | Waldron                      |
| Alexander Lockwood          | Nichols                      |
| Ken Smith                   | Wylie                        |
| Alan MacAteer               | muzeumbewaker                |
| Manuel Aparicio             | winkeldetective              |
| Brainerd Duffield           | Butler                       |

## Cameo's
In de film spelen ook heel wat bekende acteurs een rolletje. Voorbeelden hiervan zijn Henry Ford, Marlene Dietrich, Burgess Meredith en John Garfield